# Bactris dianeura
Bactris dianeura es una especie de palma perteneciente a la familia de las arecáceas. Es originaria de Centroamérica donde se distribuye por Costa Rica, Nicaragua y Panamá.

## Descripción
Tiene los tallos cespitosos, alcanza los 2–5 (–10) m de alto y 1–3 cm de diámetro. Hojas 5–7; pinnas 14–20 a cada lado, lanceoladas a oblanceoladas, irregularmente arregladas en fascículos y patentes en diferentes planos, las medias 26–44 (–56) cm de largo y (1.4–) 2.7–4.5 (–6.3) cm de ancho, márgenes con espinas hasta 0.6 cm de largo, raquis 58–90 (–125) cm de largo; vaina, pecíolo y raquis blanquecino-tomentosos inicialmente, densamente cubiertos con espinas hasta 7 cm de largo, café-rojizas o amarillentas. Inflorescencias con bráctea peduncular densamente cubierta con espinas hasta 2 cm de largo, cafés, negras o amarillentas; raquillas 7–17, tríades dispersas entre las flores estaminadas en pares o solitarias. Frutos subglobosos a obovoides, 1.2–1.8 cm de largo y 1.2–1.6 cm de diámetro, anaranjados.

## Distribución y hábitat
Conocida en Nicaragua sólo del tipo (Rothschuh 237) colectado en sotobosque de bosques siempreverdes o nebliselvas de Matagalpa a 850 metros. Se produce la floración en agosto en Nicaragua a Panamá.

## Taxonomía
Bactris dianeura  fue descrita por Max Burret y publicado en Repertorium Specierum Novarum Regni Vegetabilis 34: 217–218. 1934.
Etimología
Ver: Bactris